# Watsonia canaliculata
Watsonia canaliculata är en irisväxtart som beskrevs av Peter Goldblatt. Watsonia canaliculata ingår i släktet Watsonia och familjen irisväxter. Inga underarter finns listade i Catalogue of Life.